# Chivilcoy
Chivilcoy es una ciudad argentina ubicada en el norte de la provincia de Buenos Aires, en el partido homónimo, del cual es su cabecera. Dista a 167 km hacia el oeste de la Ciudad Autónoma de Buenos Aires, 268 km de Rosario y a 629 km de Córdoba. Se ubica sobre la Ruta Nacional 5 (Argentina), la Ruta Provincial 30 (Buenos Aires) y la Ruta Provincial 51 (Buenos Aires). El partido de Chivilcoy arrojó la cifra de 101.320 habitantes donde su cabecera (ciudad de Chivilcoy) tuvo 87.540 en el año 2023.
Desde el año 2016 comenzó a ser reconocida como "La Capital Provincial del Teatro" dado que en esta ciudad se dio a luz la semilla fundacional del teatro argentino.

## Toponimia
El nombre es de origen «araucano»:
- chi-vil-có: ‘todas las aguas’, o área de reunión de aguas, cuenca de varios ríos.
  - chi: partícula de adorno eufónico, o artículo (el, la, los, las), en este caso ‘el’
  - vil: ‘todo’
  - có: ‘agua’.

El agregado de la "y" final podría haber sido hecho por la gente o por algún geógrafo ―sea por ignorancia/desconocimiento, o por suavizar el có final―.
- che-hué-có-i: ‘gente donde agua importante’, o ‘pueblo donde hay agua importante’, refiriéndose a alguna laguna, como laguna El Tigre (la mayor en extensión en la actualidad, en la cuenca del arroyo Las Saladas), o el lago Las Rosas (que se extinguió al canalizarse la cañada Montenegro).
  - che: ‘gente’ o ‘habitantes’
  - hué: ‘lugar, paraje, poblado’
  - có: ‘agua’ (de cué: ‘laguna, cuerpo de agua’).
  - i: ‘importante’.

En la provincia de Mendoza existe un paraje denominado Chivilcoy, aunque no existen pruebas de que exista una relación con el Chivilcoy del interior bonaerense. Una versión[cita requerida] sostiene que, tal como el pueblo indígena de Quimivil o Quilmes (en la provincia de Tucumán) fue trasladado prisionero hasta una reducción católica en el sur de la ciudad de Buenos Aires que tomó el nombre de este pueblo, y que con el correr de los años se convirtió en la ciudad de Quilmes, igualmente pudo haber existido en la provincia de Mendoza una aldea mapuche que fue trasladada por la fuerza por el ejército en épocas del virreinato, hasta el actual Chivilcoy. Sin embargo esto no está históricamente fundado, y no hay ningún registro que lo ratifique.
Existe una leyenda de la región que vincula el nombre con el jefe mapuche (o quizá pampa) de nombre Chivilcó, cuyas tolderías se establecían en la zona. Estas personas se negaban a retirarse de su pueblo de origen, por lo que el estanciero Juan José Almeyra ―a quien el Gobierno había otorgado recientemente una importante cantidad de tierras a orillas del arroyo Las Saladas (en la actualidad, en el partido de Navarro existe una antigua estación del ferrocarril provincial denominada Almeyra)― decidió echarlos definitivamente. Con todos sus peones contratados atacó a los aborígenes con rifles y algunos morteros. Casi todos los guerreros fueron matados a tiros, y Chivilcó fue matado a golpes de espada por Hipólito Almeyra, uno de los hijos del estanciero. Las familias mapuches se retiraron y nunca más regresaron a ese lugar.

## Historia
La zona que hoy forma el partido de Chivilcoy ―la zona aledaña a los arroyos Las Saladas, Chivilcoy y Cañada Rica― era parte del antiguo partido de Guardia de Luján, con cabecera en la Villa de Luján (actual ciudad de Luján, a unos 70 km de la ciudad de Buenos Aires).
Los censos muestran que para 1840 existía un importante número de habitantes, principalmente hacia el sur del actual partido.
Los vecinos de lugar se sentían postergados debido a la inexistencia de una capilla, un juez de paz y un cementerio, y también de un núcleo urbano que aglutinara sus actividades comunales. Su dependencia de Luján generaba un estado de aislamiento en la zona por las enormes distancias que separaban a los poblados entre sí, y para con la administración del territorio. Es por ello que los vecinos elevaron varias solicitudes ante el brigadier general Juan Manuel de Rosas, quien el 28 de diciembre de 1845 decretó la partición del antiguo partido de Guardia de Luján y creó el partido de Chivilcoy.
Esta nueva jurisdicción comprendía, además del territorio del actual partido de Chivilcoy, sectores de los actuales partidos de Alberti, Chacabuco, Suipacha, Navarro y Veinticinco de Mayo.
A partir de la creación del partido, un grupo de vecinos ―como Federico Soares, Miguel Calderón, Anastacio Chávez, Manuel López, Manuel Villarino y Valentín Fernández Coria, entre otros― impulsaron la fundación del pueblo.
Nueve años después, el 22 de octubre de 1854, se creó el pueblo de Chivilcoy.
Se sucedieron varias cartas al Gobierno central, a fin de que les concediese permiso oficial para la fundación de un nuevo pueblo que aglutinase las actividades y fuera asiento de las autoridades municipales, escuelas, sirviera para concentrar la población dispersa.
Habiéndose autorizado la fundación, se realizaron varias asambleas vecinales en las que se debatió, principalmente, la ubicación del nuevo pueblo. El 20 de octubre de 1854 se organizó un recorrido por las tierras, a fin de ubicar el lugar más apto para la fundación y crecimiento del pueblo. Cuando llegó la noche no habían llegado a una decisión, por lo que postergaron la tarea para dos días después.
El 22 de octubre de 1854, luego de la asamblea, salieron en comitiva los presentes, para observar las tierras y determinar el solar apropiado para la ubicación. En lo protocolar, se portaba una pala bruñida, sin usar, símbolo del trabajo y la pujanza del pueblo, la cual se hincaría en los suelos en el lugar elegido.
Pasado ya un largo rato sin determinación consensuada, uno de los vecinos, Valentín Fernández Coria, tomó la pala ritual y se lanzó a la carrera. Fue cercado por varios vecinos, pero antes de caer al suelo, clavó la pala en el suelo. Allí se decidió formar la plaza del pueblo de Chivilcoy. Este sitio se encuentra en el centro de la actual plaza Veinticinco de Mayo, donde se alza la figura de Clío ―escultura evocativa de la Historia―, portadora del pergamino con las dos fechas más importantes de la Historia de Argentina: 25 de mayo de 1810 - 9 de julio de 1816.
Cuando el político sanjuanino Domingo Faustino Sarmiento fue designado presidente de la República, pronunció en su discurso histórico la frase «haré cien Chivilcoy», refiriéndose a esta pujante villa. Sarmiento, muy ligado a la ciudad desde que hiciese primeros contactos con los vecinos a su paso junto al Ejército Grande de Urquiza, se interesaba fuertemente en consolidar demográficamente las tierras ganadas al indio tras la guerra contra los pueblos indígenas de la Provincia, y proponía a la ciudad de Chivilcoy como modelo de colonia a implantarse en todas esas amplias planicies desiertas y ricas. Es el propio Sarmiento quien propone a Manuel Villarino, la traza del pueblo, tomando como idea la estadounidense Filadelfia en el trazado urbano, y rodeada la ciudad por un extenso anillo de chacras. La idea utópica de Sarmiento no perduró ya sea por las trabas políticas y burocráticas del lobby roquista que por entonces dominaba el gobierno central, o bien por desidia del mismo ejecutivo, aunque este plan de ciudad, con ligeras variaciones producto de las modificaciones que promueven los cambios tecnológicos, culturales y el crecimiento demográfico, hasta hoy perdura y puede observarse.
La ciudad creció paulatinamente desde su fundación, constituyéndose pronto como una de las demográficamente más importantes de la región.
Hacia 1859, concentraba alrededor de 6500 habitantes y una planta urbana consolidada de unas 20 hectáreas, y contaba con comercios de rubros necesarios para la población existente.
El 11 de septiembre de 1866 se produjo un suceso que cambiaría la vida del tranquilo pueblo pampeano: la llegada del ferrocarril, con la inauguración de la Estación Chivilcoy Norte. El trazado, que desde la localidad de Gorostiaga se extendía hacia el oeste, arribaba a la ciudad por la actual calle Pueyrredón, y continuaba por la actual General Paz rumbo a la villa de Bragado, debido al impresionante crecimiento poblacional, comienza a generar, hacia 1900 importantes inconvenientes de tránsito, incluyendo varios accidentes fatales, que comenzaron a impulsar una modificación en la traza ferroviaria de entonces.
Esto se concretaría algunos años más tarde, al quedar habilitado un by-pass que partiendo desde la localidad de Gorostiaga, evitaba en su recorrido el centro de la ciudad, estableciéndose la Estación Chivilcoy Sud, a unos 3 km del mismo. Así, se mantuvo el tránsito de formaciones de transporte de pasajeros por la Estación Norte, y se desvió el tránsito de cargas hacia ese by-pass al Sur.
Por entonces, son inaugurados con mucha pompa la nueva Municipalidad y la Parroquia Nuestra Señora del Rosario, sobre sus respectivas localizaciones primitivas.
También se trasladó el cementerio, que hasta 1890 estaba ubicado en lo que hoy es el barrio PYM y donde se asientan hoy la Escuela n.º 33 y la Comisión de Fomento Barrio del Pito. En la nueva ubicación, a 3500 m del centro, se construye un imponente arco de entrada, y los detalles arquitectónicos de los cuales se sirve son de un estilo sobrio, acorde al destino del predio, aunque conservando en el interior un novedoso diseño y espacios verdes parquizados, como también una importante infraestructura.
Entre 1895 y 1930 se construye la mayoría de las escuelas que aún hoy funcionan en la ciudad.
En 1929 se construyó la Usina Eléctrica mediante gestiones populares, la cual provee de energía eléctrica a toda la ciudad, y es absorbida hacia la década de 1980 por el ente ESEBA, quedando inactiva hacia 1995.
Hacia 1950, otro hecho de importantes dimensiones volvió a causar un impacto positivo en la ciudad: el entubamiento de la Cañada de Montenegro.
Este curso hídrico, que cruza a la ciudad en sentido Norte-Sur, era causante de grandes desastres en el área periférica de la urbe, principalmente en sectores donde, con la carencia de servicios públicos, existían importante número de ranchos de ladrillo y adobe, inestables y muy vulnerables que periódicamente se veían perjudicados con las crecidas de este riacho.
La construcción del soterramiento de este curso, tuvo como aspectos positivos no solo el reducir al mínimo las inundaciones en el hoy Barrio de la Plaza Florencio Varela, sino también dotar a la ciudad de un desagüe pluvial importante, por el cual hoy discurren las aguas de las lluvias cada vez más copiosas (en el comienzo del «ciclo húmedo» ―en los años sesenta― en solo 10 años ascendió de 990 a 1400 milímetros anuales).
Para este momento histórico, cuando Chivilcoy ya alcanzaba una población de 45 000 habitantes, se produjo otro hecho de importancia, esta vez, negativo: la clausura y cierre definitivo de la Estación Chivilcoy Norte.
El edificio, que estuvo algunos años en desuso y que bien pudo ser restaurado y conservado como un museo histórico, apuntado al hecho que cambió la vida chivilcoyana con la llegada del ferrocarril, fue luego derribado, para dar lugar a la actual terminal de ómnibus hacia 1975. Este edificio, carente de todo sentido estético o estilístico en lo arquitectónico, se construyó íntegramente de hormigón armado, y permaneció sin modificaciones hasta el año 2005, en el cual se iniciaron obras de remozamiento y remodelación, en las cuales se construyeron los accesos, baños, y se instaló con edificio propio la Escuela de Artes Visuales. Solo queda como testigo de la existencia de la estación ferroviaria, una discreta placa de bronce recordatoria.
Hacia 1970, Chivilcoy poseía consolidado un 75 % de la planta urbana demarcada por la primera circunvalación, además de otras áreas urbanizadas en el exterior del mismo. Se produjo en esta década la construcción del primer anillo de circunvalación.
Este proyecto, por muchos objetado por ponerse en duda su utilidad, terminó siendo un elemento de muchísima importancia en la organización urbanística de la ciudad, respetando el diseño original de la urbe. Hoy, toda el área adyacente, tanto interior como exterior inmediatos del anillo se hallan consolidados.
La planta pavimentada de la ciudad, no obstante, cubría en aquel entonces tan solo un 50 % de la totalidad de calles y arterias urbanas de la ciudad.
También comienza, hacia 1985, el popular barrio Fo.Na.Vi.
La década de 1985 a 1995 transcurrió sin mayores acontecimientos, a excepción de otro hecho de relevancia: la extensión de la red de gas natural, que hoy llega a cerca del 80 % de la población de la planta urbana.
Entre los años 1995 y 2000, merced de la crisis económica y la falta de empleo, la población decreció, respondiendo esto a la emigración de familias hacia ciudades mayores (Buenos Aires, Córdoba, Rosario, La Plata, etc).
Hacia 2003 la ciudad comenzó una lenta recuperación demográfica, y empezaron a concretarse obras en la ciudad, después de 10 años. Se remozaron plazas y parques públicos, y se construyeron nuevos espacios verdes. Se extiendió pavimento en áreas consolidadas. Comienzan las obras de remodelación de la terminal de ómnibus (citada anteriormente). Del Plan Nacional de viviendas, Chivilcoy obtiene cerca de 450 unidades.
Hacia 2004 se licitaron las primeras obras para la construcción del segundo anillo circunvalatorio, proyectado en ocho etapas. En la actualidad la obra se halla finalizada en su totalidad. Mediante esta obra se construyó la pavimentación e iluminación de las avenidas que componen la segunda circunvalación de la ciudad, observando ramblas divisorias parquizadas.
Hacia 2007 se amplió la capacidad de la planta depuradora de residuos cloacales, y se construyó un nuevo colector cloacal que se extiende al sector sur de la ciudad, alcanzando capacidad plena de servicio. (En la ampliación de la planta depuradora, que se encuentra en la prolongación de la avenida Hijas de San José, se halló un ejemplar fósil de gliptodonte, mamífero acorazado que habitó esta región durante el Pleistoceno).

## Clima
En Chivilcoy el clima es templado pampeano y oscila los 14 °C de temperatura media anual. En el invierno la temperatura mínima media es de 8 °C y la media máxima es de 15 °C, en verano la mínima media es de 17 °C y la máxima media es de 38 °C.

## Geografía

### Urbanismo
Chivilcoy es una ciudad cuyo planeamiento está caracterizado por el trazado en damero, omnipresente en las ciudades argentinas, con orientación a «medio rumbo», es decir, que todas las calles se despliegan ortogonalmente en sentido nordeste-sudoeste y sudeste-noroeste, casi sin excepción.
Se destaca por poseer manzanas más pequeñas que otras localidades, siendo la medida matriz, la vara (0,8666 m), por lo cual, las manzanas poseen caras uniformes de 100 varas (86,66 m) y las calles comunes, 20 varas (17,32 m).
La ciudad se destaca por su gran cantidad de espacios verdes, que aunque fueron a lo largo del tiempo, en su mayoría, fraccionados y hasta algunos han desaparecido literalmente.
Existen en la actualidad unas 10 plazas dispersas de manera ordenada por todo el ejido urbano, y un cierto número de plazoletas, parques, y otros espacios verdes.
La plaza mayor, denominada Veinticinco de Mayo, es la más extensa de las plazas públicas (alrededor de 50 000 m²), y es la que aglutina en su entorno todo el movimiento comercial, sedes administrativas, municipalidad, parroquia mayor, correo, bares, restaurantes y bingo.
El horizonte urbano se caracterizó históricamente por ser más bien «chato», dominado por las torres de la parroquia Ntra. Señora del Rosario, Iglesia del Carmen, la Municipalidad (de imponente fachada) y con ausencia de otras estructuras altas, como puede observarse en fotografías históricas. Promediando la década de 1970, comienzan a aparecer estructuras mayores, y empiezan a modificar el horizonte el Hotel Chivilcoy, y otros edificios, aunque contados.
Ya llegado el siglo XXI, se observa un enorme impulso en la construcción en altura, principalmente en cercanías del centro, con la presencia de nuevos emprendimientos inmobiliarios de destacable superficie edificada.
En lo que respecta al desarrollo territorial extensivo, la geografía urbana se rige a través de dos «columnas vertebrales», que son las principales avenidas, antiguos caminos reales, las cuales se cortan en ángulo recto en la Plaza Mayor.
Estas avenidas (Ceballos, Soarez, Sarmiento y Villarino), se despliegan desde el centro, por cerca de 900 metros, llegando a las avenidas que conforman la primera circunvalación. Esta circunvalación, forma un cuadro perfecto de aproximadamente 2000 m de lado.
Históricamente, la ciudad creció y se desarrolló dentro de este cuadro, en torno a las avenidas principales, siendo la circunvalación como límite de crecimiento urbano, según el plan urbano que Villarino presentase ante las respectivas reparticiones gubernamentales y que fuese aprobado en 1865.
No obstante, para dicha época ya aparecían sectores urbanos que excedían ese límite, principalmente con la inauguración de la Estación Chivilcoy Norte (actual terminal de ómnibus), con lo cual, la zona Nordeste de la ciudad cobró un crecimiento notable, siendo el primer sector de la ciudad que se consolida.
También aparecen hacia la zona sur de la ciudad, barrios como el popularmente conocido como Barrio Obrero, y con el establecimiento, hacia 1909, de la Estación Chivilcoy Sud, el crecimiento urbano deja de ser parejo en torno de las principales avenidas del centro y comienza a seguir dos nuevos vectores urbanos: Centro-Estación Norte y Centro-Estación Sud, claramente identificables en fotografías satelitales.

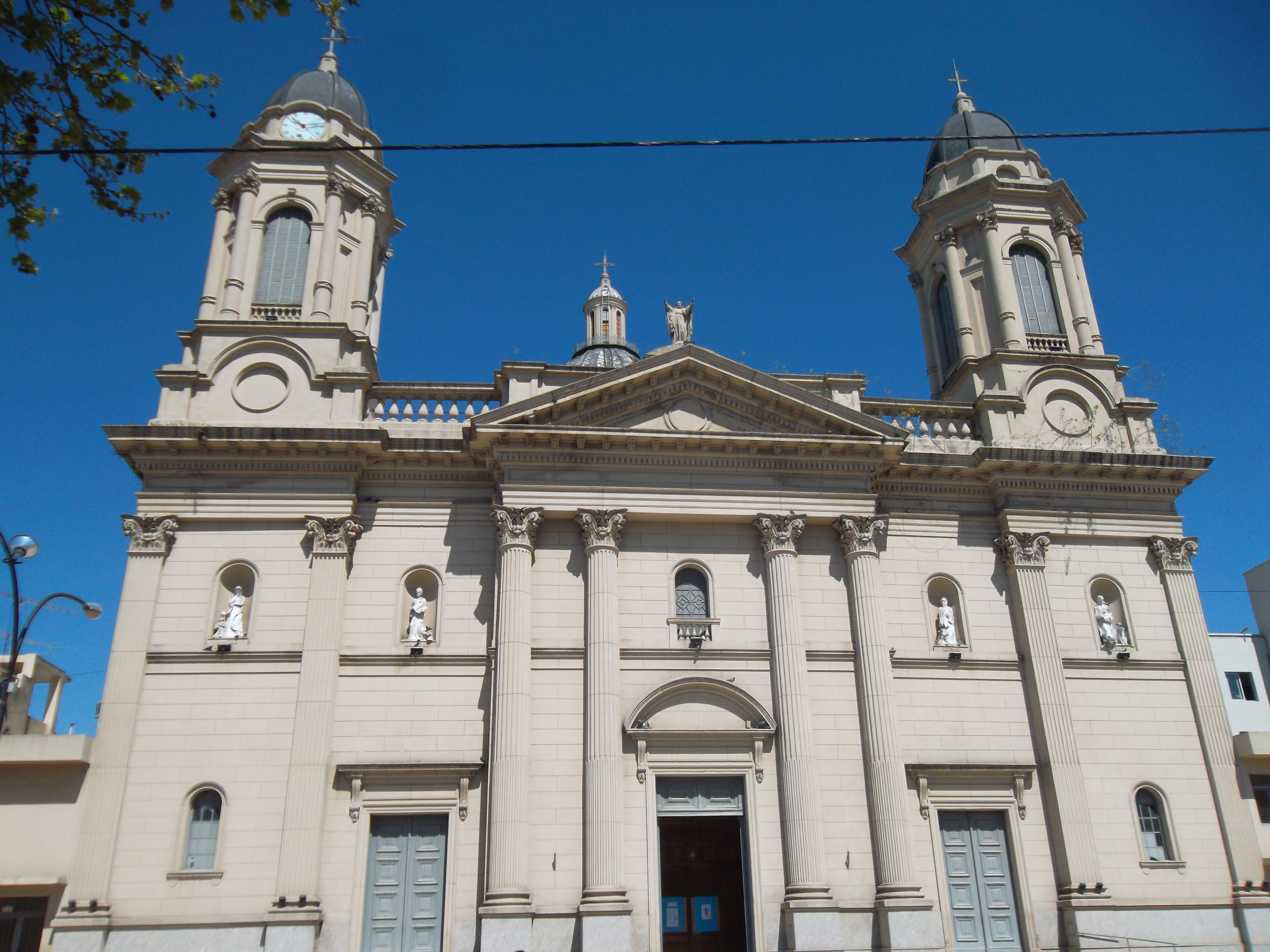
Chivilcoy, Buenos Aires

Hoy por hoy, con la extinción de la Estación Chivilcoy Norte hacia la década de 1980 y la escasa actividad de la Estación Sud, el crecimiento urbano recobra parcialmente los vectores primitivos en torno de las avenidas troncales, con diagrama en cruz.
A partir de 2005 apareció como nuevo elemento ordenador, la segunda circunvalación, esta vez, formando un cuadro de 3800 m de lado, concéntrica de la primera, notándose ya desde un principio un notable desarrollo urbano en la zona interior de este nuevo anillo.
Las avenidas principales, conforman a su vez los accesos a la ciudad, conectando hacia el Sudeste con la RN 5 (Avenida Mitre), hacia el noreste con la Ruta Provincial RP 30 (Avenida José León Suárez) y al noroeste con las rutas provinciales RP 30 y RP 51 (avenida De Tomasso). Hacia el sudoeste, la Avenida Calixto Calderón y su prolongación, Hijas de San José, es la salida hacia zonas rurales aledañas al Arroyo Chivilcoy y la localidad de Benítez.
La Denominación o Nomenclatura de las calles y avenidas fue en un principio de orden numérico, como aún lo mantienen ciudades como Mercedes o La Plata. En este caso, las arterias más importantes, ejes de la ciudad, eran la matriz de este orden, siendo la Calle 50 la arteria de curso Nordeste-Sudoeste (Actuales avenidas Calixto Calderón, Villarino, Federico Soarez y José León Suárez) y Calle 51 la arteria en sentido noroeste-sudeste (actuales avenidas De Tomasso, Ceballos, Sarmiento y Mitre). Con esto, la trama ortogonal estaba formada de calles de numeración impar, paralelas a estas últimas, y numeración par, paralelas a las antedichas.
Posteriormente se adoptó el sistema de nombres o nomenclatura, que perduró históricamente.

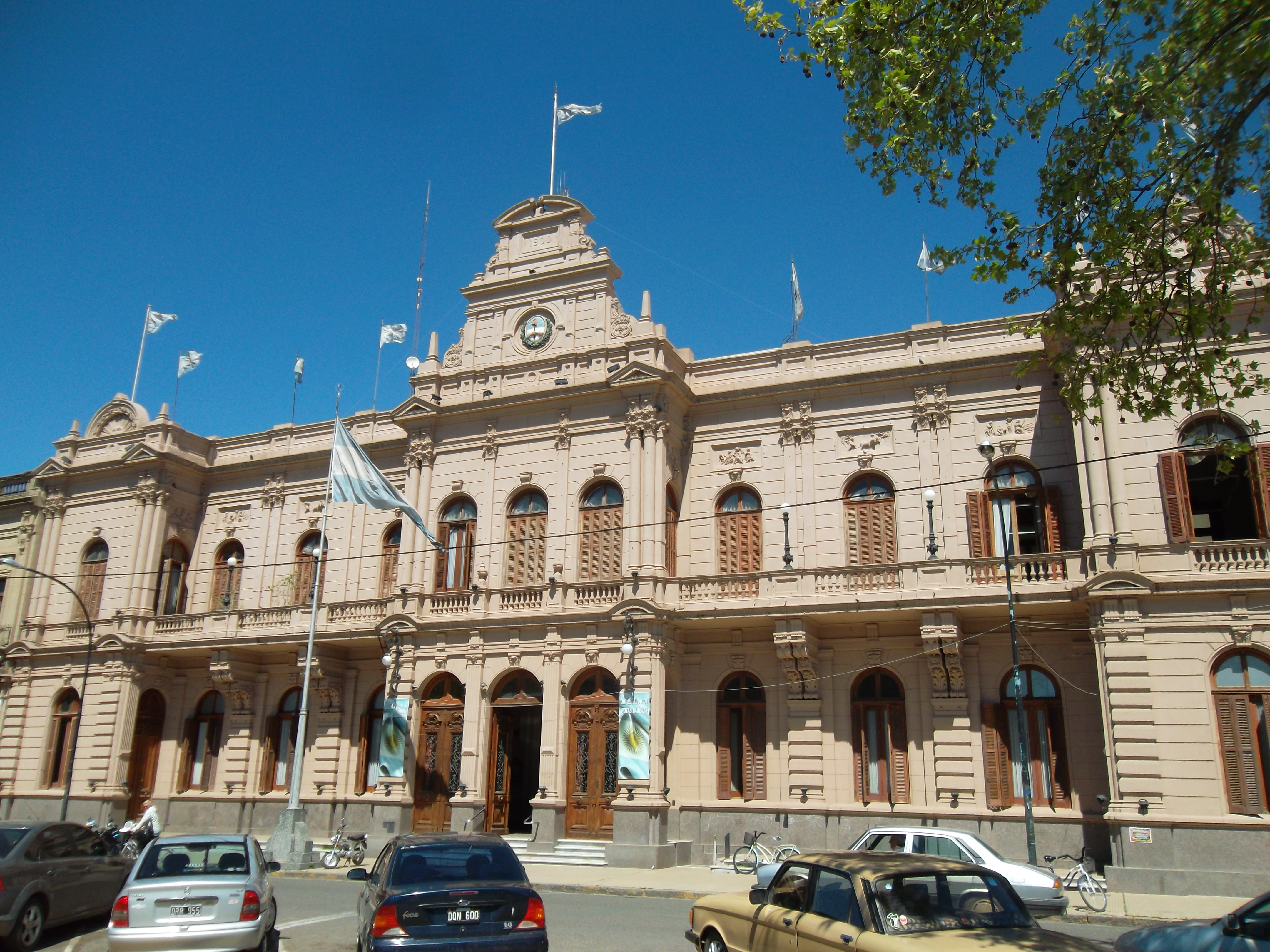
Municipalidad de Chivilcoy

Las denominaciones de las calles involucran, dentro del radio de la primera circunvalación (núcleo antiguo) a personalidades históricas de nivel nacional, batallas importantes y fechas históricas. Hacia la zona sur, las calles toman nombres de los fundadores, personalidades firmantes del acta fundacional y personajes del quehacer histórico local. Hacia la zona Norte (aledañas a avenida De Tomasso), las calles toman nombres de localidades del partido de Chivilcoy, y algunas, de importantes caudillos de la Federación. Hacia el Oeste, se imponen nombres de algunas personalidades locales y naciones desde las cuales provinieron los inmigrantes que conformaron la ciudad. Se alternan luego, nombres de reconocimiento a algunas instituciones, y otras personalidades o hechos históricos.

### Demografía
El día 23 de febrero de 2009 se inició el censo municipal 2009. En total 51 censistas y 8 supervisores trabajaron durante los siguientes 2 meses en todo el partido de Chivilcoy, recabando información casa por casa que permitió actualizar los datos poblacionales socioeconómicos, conocer en detalle las necesidades de cada sector de la sociedad, y los índices de ocupación y educación. Los resultados de este censo se dieron a conocer el 9 de septiembre de 2009, lo que publicaba que la ciudad cuenta con 53.855 habitantes y un índice de desocupación del 2,7 %.
Demográficamente, la ciudad de Chivilcoy tuvo desde su fundación un crecimiento estable, a excepción del período entre 1995 y 2000, donde la población registra el primer decrecimiento desde 1854.
Pese a ser, ya desde 1860 un centro urbano importante, da un rotundo impulso a la consolidación urbana la llegada del primer ferrocarril, que uniría la ciudad con Buenos Aires, en 1866.
Con dicha explosión demográfica, Chivilcoy salta de los 6500 habitantes (en 1860) a cerca de 12 000 (en 1870).
Ya para inicios del siglo XX, la población departamental se cuantificaba en cerca de 25.000 habitantes, alcanzando en 1950 aproximadamente 40.000, y hacia 1980, unos 52.000. Hacia 1995, la población trepa a 55.000 habitantes.
Seguido, aparece una merma del crecimiento, devenido en parte por la escasez de trabajo, y la emigración, principalmente por ese motivo, de importante cantidad de habitantes hacia Buenos Aires y otras urbes importantes del país, contabilizándose en 2001, una población de 60.617 habitantes, siendo este el primer registro negativo en la evolución poblacional de Chivilcoy.

### Fauna
En Chivilcoy se pueden encontrar diferentes tipos de mamíferos, tales como: liebres, zorros, zorrinos, vizcachas, peludos, comadrejas, etc. Mientras que en las aves puede haber lechuzas, chimangos, teros, horneros, patos, perdices, caranchos, calandrias, urracas, jilgueros, cabecitas negras, tordos, etc.

## Educación
En la Ciudad de Chivilcoy se encuentran varios colegios, tanto privados como públicos.
| Colegios públicos                                                                       |
| --------------------------------------------------------------------------------------- |
| Escuela de Educación Primaria N.º 2 "Dr. Antonio Bermejo"                               |
| Escuela de Educación Primaria N.º 3 "Nicolás Avellaneda"                                |
| Escuela de Educación Primaria N.º 4 "Manuel Villarino"                                  |
| Escuela de Educación Primaria N.º 5 "Remedios De Escalada De San Martín"                |
| Escuela de Educación Primaria N.º 6 "Bernardino Rivadavia"                              |
| Escuela de Educación Primaria N.º 7 "Juana Manso"                                       |
| Escuela de Educación Primaria N.º 8 "Manuel Belgrano"                                   |
| Escuela de Educación Primaria N.º 10 "Fray Luis Beltrán"                                |
| Escuela de Educación Primaria N.º 11 "Florentino Ameghino"                              |
| Escuela de Educación Primaria N.º 12 "Hipólito Yrigoyen"                                |
| Escuela de Educación Primaria N.º 13 "República de Venezuela"                           |
| Escuela de Educación Primaria N.º 14 "Aeronautica Argentina"                            |
| Escuela de Educación Primaria N.º 15 "Gabriela Mistral"                                 |
| Escuela de Educación Primaria N.º 16 "Esteban Echeverria"                               |
| Escuela de Educación Primaria N.º 17 "Emilio Ayarza"                                    |
| Escuela de Educación Primaria N.º 18 "Mariano Moreno"                                   |
| Escuela de Educación Primaria N.º 19 "Almafuerte"                                       |
| Escuela de Educación Primaria N.º 20 "Sargento Cabral"                                  |
| Escuela de Educación Primaria N.º 23 "Almirante Guillermo Brown"                        |
| Escuela de Educación Primaria N.º 24 "Fray Mamerto Esquiú"                              |
| Escuela de Educación Primaria N.º 25 "Martín Miguel De Güemes"                          |
| Escuela de Educación Primaria N.º 26 "Paula Albarracin"                                 |
| Escuela de Educación Primaria N.º 27 "Juan Bautista Alberdi"                            |
| Escuela de Educación Primaria N.º 28 "Carlos Ortiz" (conocida como "Escuela de chapas") |
| Escuela de Educación Primaria N.º 29 "República de Perú"                                |
| Escuela de Educación Primaria N.º 30 "República de Filipinas"                           |
| Escuela de Educación Primaria N.º 31 "Juan Mantovani"                                   |
| Escuela de Educación Primaria N.º 32 "Baldomero Fernandez Moreno"                       |
| Escuela de Educación Primaria N.º 33 "José León Suárez"                                 |
| Escuela de Educación Primaria N.º 35 "Sebastian F. Barrancos"                           |
| Escuela de Educación Primaria N.º 36 "Bartolome Mitre"                                  |
| Escuela de Educación Primaria N.º 39 "Ricardos Güiraldes"                               |
| Escuela de Educación Primaria N.º 40 "Estanislao Del Campo" (rural)                     |
| Escuela de Educación Primaria N.º 41 "Sir Winston Churchill" (rural)                    |
| Escuela de Educación Primaria N.º 42 "Jose Hernandez"                                   |
| Escuela de Educación Primaria N.º 43 "Soldado Argentino"                                |
| Escuela de Educación Primaria N.º 45 "San Francisco Solano"                             |
| Escuela de Educación Primaria N.º 46 "Carlos Canepa"                                    |
| Escuela de Educación Primaria N.º 47 "Dr. Francisco Elosegui"                           |
| Escuela de Educación Primaria N.º 48 "Rosa Pagano De Siri"                              |
| Escuela de Educación Primaria N.º 49 "General José de San Martín"                       |
| Escuela de Educación Primaria N.º 52 "Constancio C. Vigil"                              |
| Escuela de Educación Primaria N.º 53 "Comandante Tomás Espora" (rural)                  |
| Escuela de Educación Primaria N.º 56 "Clarisa Villaamil"                                |
| Escuela de Educación Primaria N.º 57 "Joaquín V. González"                              |
| Escuela de Educación Primaria N.º 58 "Martin Fierro"                                    |
| Escuela de Educación Primaria N.º 61 "Ejercito Argentino"                               |
| Escuela de Educación Primaria N.º 62 "Fray Justo Santa Maria De Oro"                    |
| Escuela de Educación Primaria N.º 63 "Granaderos De San Martin"                         |
| Escuela de Educación Primaria N.º 65 "Patagonia Argentina"                              |
| Escuela de Educación Primaria N.º 68 "Domingo Faustino Sarmiento"                       |
| Escuela de Educación Especial N.º 502                                                   |
| Escuela de Educación Especial N.º 503                                                   |
| Escuela Tecnica N.º 1 "Mariano Moreno"                                                  |
| Escuela De Educación Secundaria Agraria N.º 1 "Valentin Coria"                          |
| Escuela de Educación Secundaria N.º 1 "Bernadino Rivadavia"                             |
| Escuela de Educación Secundaria N.º 2                                                   |
| Escuela de Educación Secundaria N.º 3 "Jose Hernandez"                                  |
| Escuela de Educación Secundaria N.º 4 "José León Suárez"                                |
| Escuela de Educación Secundaria N.º 5 "Domingo Faustino Sarmierto"                      |
| Escuela de Educación Secundaria N.º 6 "Presidente Nestor Kirchner"                      |
| Escuela de Educación Secundaria N.º 7                                                   |
| Escuela de Educación Secundaria N.º 8                                                   |
| Escuela de Educación Secundaria N.º 9                                                   |
| Escuela de Educación Secundaria N.º 4 "José León Suárez"                                |
| Colegios privados                                                                       |
| Colegio Crear Bilingüe                                                                  |
| Escuela Integral Católica                                                               |
| Colegio Santa Cecilia                                                                   |
| Colegio Comienzos                                                                       |
| Universitarios y terciarios                                                             |
| Escuela de Artes Visuales                                                               |
| Instituto Superior de Formación Docente y Técnico N.º 6 (ISFDyT 6)                      |
| Universidad Nacional de Lujan (UNLu).                                                   |
| Siglo 21                                                                                |
| CUCH                                                                                    |
| Universidad de Buenos Aires - CBC Chivilcoy                                             |

## Cultura

### Escudo
El escudo del pueblo de Chivilcoy, el cual simboliza el centro de la ciudad, se halla integrado por tres cuarteles formado por la disposición de una perla que coincidentemente equivale a la última letra del nombre cuyo color heráldico es también perla. Predominan dos colores: el verde y el azul.
El primero representa la llanura pampeana, el cuartel de la derecha está surcado por el río Salado, que servía de contención del indígena a mediados del siglo XI, donde también se han colocado tres espigas de trigos que simboliza la riqueza de las tierras de Chivilcoy. Sobre el otro cuartel con fondo verde se halla dispuesta una pala, símbolo de la fundación. En el cuartel de fondo azul (superior), ha sido colocada una antorcha estilizada que representa a las luces de la inteligencia y el espíritu creador, ligado al libro que ilumina la senda del estudio.
En el año 2008, también se creó una bandera para la ciudad. Esta iniciativa, se eligió por medio de los votos de los alumnos de las escuelas secundarias.

### La Bandera
La Bandera de la ciudad de Chivilcoy fue creada en el año 2008 durante la intendencia del Dr. Ariel Franetovich. Surgió del concurso organizado por la Municipalidad de Chivilcoy, el Consejo Escolar y Jefatura Distrital de Enseñanza bajo el lema “Una bandera para mi Ciudad”. Resultó ganadora la propuesta que presentaron los alumnos Mariano Bruschi y Lucas Alonso.
El diseño tiene el color azul heráldico del cielo y de sus aguas. Se destaca en el medio del paño una franja ondulada que es la representación del Río Salado en color blanco plata, según la heráldica. En el centro se encuentra un sol, diseñado con elementos geométricos representando el desarrollo de las nuevas tecnologías. Simboliza la luz de la cultura y la sabiduría del hombre. La línea naranja que bordea la mitad del sol simboliza la fortaleza y la lealtad. Las actividades del hombre se encuentran enmarcando al sol, representadas con una rueda dentada, símbolo del engranaje de la industria, y los granos de trigo representando la actividad del campo, actividad que da origen a nuestro partido.
Esta bandera no tiene reverso. Su bode superior es el cielo, y los granos de trigo que se encuentran en la tierra, marcan el borde inferior. El borde del asta lo marca el sol, al poniente, al oeste, orientación que tiene el Partido de Chivilcoy en la provincia de Buenos Aires. El borde del vuelo está determinado por el engranaje de la industria que asoma hacia el este en señal de crecimiento y prosperidad.

### Museo Almacén El Recreo
Carlos Rossi (genovés), y su esposa María Duhagón (uruguaya), trabajaron el almacén El Palomar. Venía de otros dueños, desde 1866, en el Camino Real (avenida de la Tradición). Luego, la familia Rossi abre su almacén y despacho de bebidas, cerca de la ex-Estación Norte. En 1896, adquiere un gramófono, lo instala en el comedor de la casa contigua al almacén, y realiza tertulias musicales. Tuvo surtidor de combustible de la Texaco. El almacén, en zona de remates-ferias, con movimiento de arreos, había un galpón para matear (donde se cebaba el mate), asadores y lugar para que los reseros durmieran.
El museo rinde honores a la familia del fundador, y a todos los bolicheros logrando, amistad y camaradería.
Se encuentra a 50 m de la intersección de la ruta 30 y el acceso a Chivilcoy.

### Chivilcoy y el cine
Ignacio Tankel (1912-1984) se radicó en Chivilcoy hacia el año 1939 y abrió un local de fotografía sobre la avenida Soarez y, más adelante, emplazó un estudio cinematográfico en las instalaciones del Prado Español, ubicado en la avenida Güemes. En 1945 realizó el filme documental Chivilcoy, la Perla del Oeste  y en 1946 filmó la película La sombra del pasado , que se estrenó en el cine Metropol, de Chivilcoy, el 25 de mayo de 1947. En el guion del filme colaboró el escritor Julio Cortázar (1914-1984), en esa época un profesor de literatura de la Escuela Normal, que era asiduo concurrente a las reuniones de amigos que se hacían en el local del fotógrafo, y que entre 1939 y 1944 vivió en Chivilcoy. Esa sería su primera y única participación en un texto cinematográfico, y muchos de los actores de este filme estaban radicados en la misma ciudad.
Tankel produjo más adelante otros filmes en Chivilcoy: La tierra será nuestra (1949), Las ruteras (1968) y Las dos culpas de Betina (1973). Años después, Gerardo Panero dirigió el filme documental estrenado en 2004, Buscando la sombra del pasado, que se refiere a algunos aspectos de la filmación de La sombra del pasado. 
En Eva Perón (película) (de Juan Carlos Desanzo) de 1996, una escena inicial que corresponde al funeral del padre de Eva Perón, figura localizada en Chivilcoy, en 1926.
En la película El secreto de sus ojos (de Juan José Campanella), parte de la trama está ambientada en Chivilcoy, de donde aparentemente uno de los personajes es oriundo (en este caso, el antagonista Isidoro Gómez, interpretado por el actor español Javier Godino). Sin embargo, un detalle se deja ver en el desarrollo de la trama, cuando el juez Fortuna (interpretado por Mario Alarcón) menciona una dirección de la ciudad de Chivilcoy como "la intersección de las calles Francisco Faverio, esquina Schiaffino...". Tal ubicación es inexistente es imposible de lograr, ya que las calles mencionadas son paralelas y no se cruzan en todo su recorrido.

## Personajes destacados
- Otto Krause (Chivilcoy, Provincia de Buenos Aires, Argentina, 10 de julio de 1856 - Buenos Aires, Argentina, 14 de febrero de 1920) fue un ingeniero civil y pedagogo argentino, fundador de la primera escuela de enseñanza técnica de la Argentina en 1899. Hoy dicha escuela lleva su nombre.
- Héctor Magnetto, empresario, contador público y CEO del Grupo Clarín.
- Violeta Rivas, Actriz y cantante argentina, nacida y sepultada en Chivilcoy (1937-2018).
- Julio Cortázar, Escritor argentino, que vivió y enseñó en Chivilcoy entre los años 1939 y 1944.
- Pascual Contursi, Dramaturgo, músico y letrista de tango argentino.
- Leandro Blanco, Abogado y político argentino, hijo de Luis Blanco (ex-diputado nacional por la Unión Cívica Radical) siendo senador provincial por el radicalismo entre 2017 y 2021.
- José León Suárez, Abogado internacionalista nacido en Chivilcoy, Tomó iniciativas para la creación de Ministerio de Agricultura en 1898 y fue el fundador de la Facultad de Ciencias Económicas de la Universidad de Buenos Aires en 1913. Perteneció a la Comisión de Derecho Internacional de la Sociedad de Naciones.
- Florencio Randazzo, Político y Contador argentino. Ministro del Interior de la Nación Argentina de 2007 a 2012, y Ministro del Interior y Transporte de 2012 a 2015, entre otros cargos ejecutivos y legislativos.
- Ariel Franetovich, Político argentino, vivió en Chivilcoy y fue intendente del mismo, cargo que ocupó entre 2003 y 2009.
- Emilio Salvador Satriano, Automovilista. Campeón piloto de velocidad Monomarca Citroën campeón 1971, 1972, 1973, 1974, 1975; de Turismo Carretera en 1990. Olimpia de Plata en 1990. Pablo Satriano, su hermano, fue un conocido preparador de coches de carrera.
- Atilio Oscar Viglione, Médico y político argentino, Gobernador de la Provincia del Chubut entre 1983 y 1987.
- Maximiliano Gagliardo, arquero argentino que integró las filas de distintos equipos de la Primera División del fútbol argentino, entre ellos, Arsenal de Sarandí e Independiente Rivadavia.
- Antonio Bermejo,  Abogado, juez y político argentino. Diputado, senador y ministro, nombrado en 1903 como miembro de la Corte Suprema de Justicia de la Nación Argentina, y presidente de la misma desde 1905.
- Carlos Ortiz, fue un poeta que integró el grupo de autores modernistas más destacados de su época en la Argentina. Murió por un disparo de bala que habría tenido un móvil político.
- Juan Manuel Iglesias, Médico - Pediatra, es un destacado Médico (Pediatra) referente de la zona, ejerció más de 50 años y tuvo varios cargos públicos, siendo excepcional en cada cargo que ocupó.
- Héctor Antonio, futbolista que se desempeñó en la década del 50 y 60 en Estudiantes de La Plata y Gimnasia y Esgrima La Plata de la primera división argentina. Además jugó  para la Selección Nacional.

## Turismo

### Carnavales en febrero
Comparsas y Batucadas:
En el mes de febrero se realizan los carnavales durante tres días (viernes, sábado y domingo), con la participación de murgas locales, batucadas, comparsas de otras provincias y localidades cercanas, y desde 2009 se creó la comparsa local Anay Kara, que desde el año 2010 pasó a tener su propia comisión directiva y un total de 370 integrantes, separado en Anay Kara Juniors y Anay Kara Adultos.
Entre las batucadas se encuentra la más reconocida en todo Chivilcoy y la zona Los Mirasoles, que llevan más de 30 años de antigüedad. Entre sus pasistas se encuentra la reconocida y muy querida por la gente de la ciudad Katy La Única y cuenta con 25 pasistas entre ellos mujeres, hombres y niñas de muy corta edad. La batucada se encuentra compuesta por más de 30 músicos, los cuales entre todos ellos hacen su ritmo propio e inconfundible.

#### Murgas chivilcoyanas
También en el mes de febrero las diversas murgas chivilcoyanas hacen sus propios corsos llevando sus espectáculos a los distintos barrios de la ciudad festejando el carnaval y riendiendo tributo al dios Momo, durante todos los fines de semana del mes, e incluso a veces se hacen algunos corsos en el mes de marzo, a diferencia de los corsos organizados por la municipalidad que duran tres días.
- Anay Kará (Municipal)
- Colgados de la Rama
- La Yunta Brava
- Fantasía de Arrabal
- Regalando ilusiones
- Los Mirasoles
- Batumanía

La Murga independiente Colgados de la Rama nace en 1999 a partir de un taller en la Escuela n.º 6 realizado por la murga Los Quita Penas, fue la primera murga chivilcoyana, sus colores son el verde, violeta y blanco y cuenta con unos 30 integrantes aproximadamente y lleva 13 años realizando los corsos murgueros en los distintos barrios de la ciudad.
Los corsos de colgados de la rama son en todos los fines de semana de febrero extendiéndose a algunos fines de semana del mes marzo.

### Parque Lacunario Alejandro Martija
En el cruce de las RP 30 y RP 51 está el parque lacunario Alejandro Martija, ambiente de recreación y de deporte: canchas de fútbol, piletas de natación, vestuarios, sanitarios. Se puede acampar: fogones, propio sanitario, cantina, proveeduría. Hay un muelle para la pesca.

### Parque temático de astronomía Cielos del Sur
Ubicado sobre la Avenida 22 de octubre, entre las calles Galván y Benítez (sobre la segunda circunvalación, obra pública que permitió expandir la ciudad) se sitúa este espacio polifuncional, pensado como herramienta en la búsqueda de la alfabetización científica de la población.
Su recorrido, la diversidad de los elementos interactivos motivan al visitante a la experimentación, la recreación y el aprendizaje.

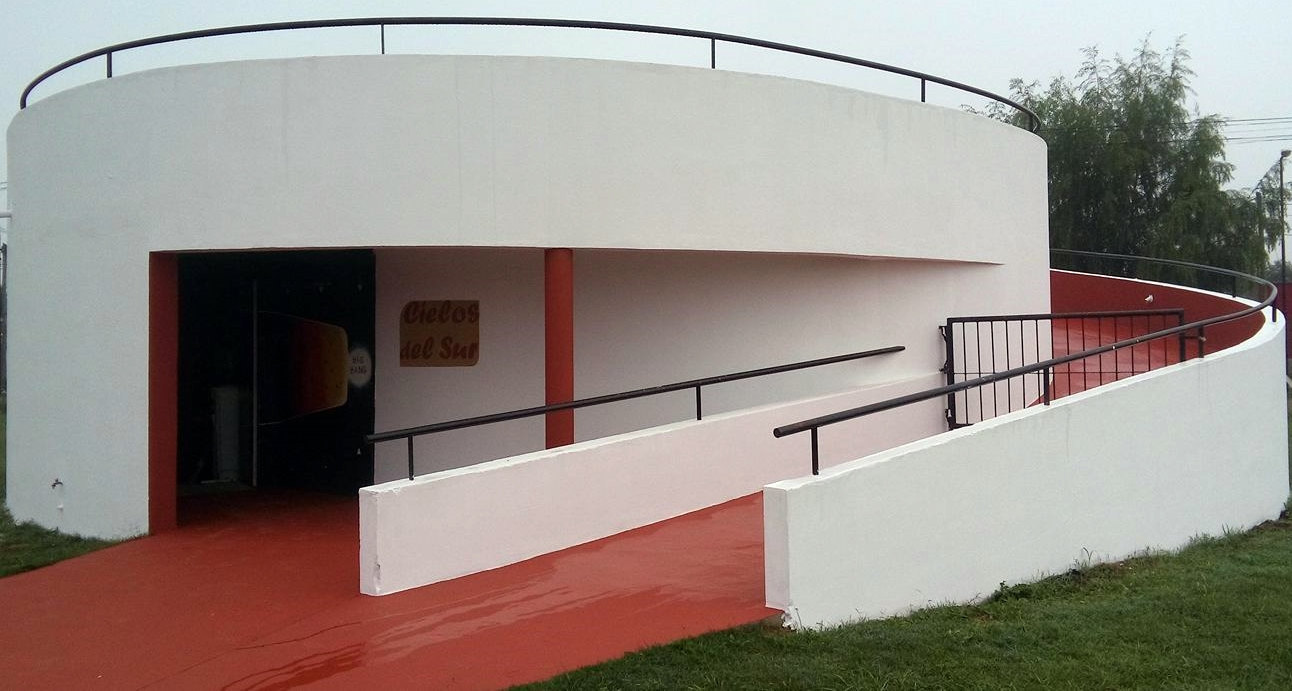
El edificio principal tiene forma cilíndrica y está rodeado por una rampa que permite un fácil acceso a su terraza.

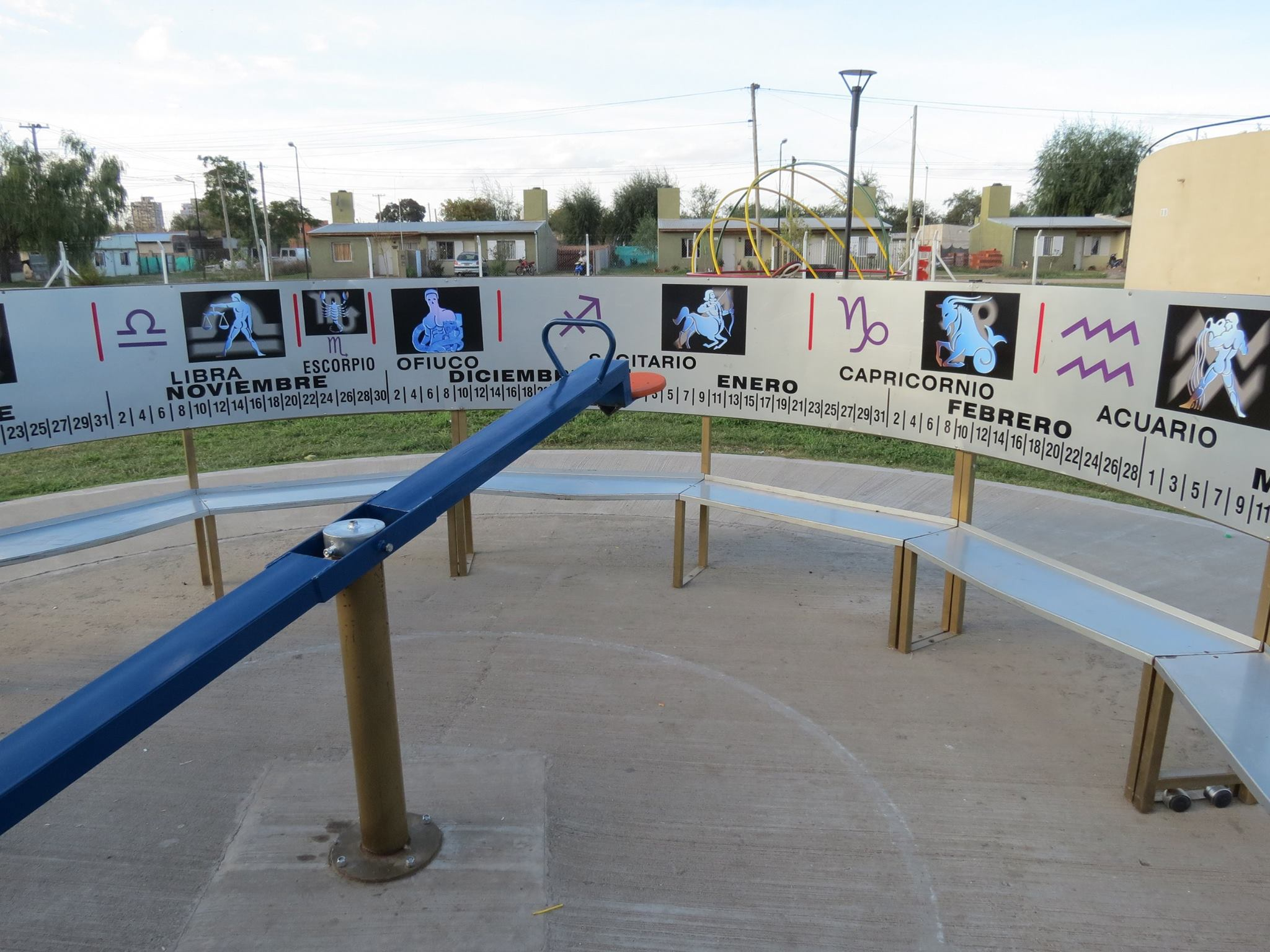
Ubicándote en uno de los bancos del sube y baja, orienta el otro banco en dirección a la fecha de tu cumpleaños. Así podrás identificar en que constelación estaba el Sol el día en que naciste. A tus espaldas estarán las constelaciones que se pueden ver en la noche de tu cumpleaños

## Deportes

### Actividades
- Golf, tenis, bochas, vóley, natación en el club La Pampa de Chivilcoy (a 4 km del centro).
- Avenida de la Tradición, donde se encuentra El Fogón (se practica equitación y se realizan peñas), a 500 m de la intersección de la Ruta 30 y el acceso a Chivilcoy.
- Pelota vasca en la estancia La Rica.
- Además cuenta con numerosos clubes en los que se practican variadas disciplinas.
- También en esta ciudad se creó el Primer Campo de Juego exclusivo del mundo de FOOTGOLF, deporte creado en Holanda en 2009, y que desde 2012 se desarrolla en la ciudad, a cargo de la Asociación Chivilcoyana de Footgolf (ACHFG), 1era institución sin fines de lucro vinculada a este deporte.
- También en la ciudad se realiza una de las tantas fechas que se realizan en el Campeonato Federal de Rally.

### Clubes
| Club                                            | Dirección                    |
| ----------------------------------------------- | ---------------------------- |
| Club Atlético Argentino                         | Suipacha 201                 |
| Club Atlético Ciclón                            | Av. Ortiz 75                 |
| Club Atlético Florencio Varela                  | Vicente Loveyra 224          |
| Club Atlético Independiente                     | Av. 22 de Octubre 695        |
| Club Atlético Juventud Unida                    | En Gorostiaga                |
| Club Atlético y Deportivo Pellegrini            | Avenida Mitre 629            |
| Club Ciclista Chivilcoy                         | Tres de Febrero 151          |
| Club de Basquetbol San Lorenzo                  | Río Juramento 220            |
| Club de Cazadores                               | Pellegrini 620               |
| Club de Leones de Chivilcoy                     | Humberto Primo 146           |
| Club Once Tigres                                | Pascual Contursi 20          |
| Club Racing Chivilcoy                           | Av. Soárez 313               |
| Club Recreativo Los Amigos                      | Moreno 296                   |
| Club Recreativo Mapi de Jubilados y Pensionados | Paso 159                     |
| Club Rivadavia                                  | Bouchardo 650                |
| Club Social                                     | San Martín 24                |
| Club Social y Atlético Huracán                  | Miguel Calderón y Almafuerte |
| Club Social y Atlético La Pampa                 | Rivadavia 15/25              |
| Club Social y Atlético Renovación               | Calle 16 - (Moquehuá)        |
| Club Social y Cultural River Río de La Plata    | Pellegrini 468               |
| Club Social y Cultural Atlanta                  | Garibaldi 356                |
| Club Social y Deportivo Diecisiete de Agosto    | Av. Urquiza 587              |
| Club Social y Deportivo 22 de Octubre           | Av. 22 de Octubre 179        |
| Club Social y Deportivo Cerámica Argentina      | Deán Funes 225               |
| Club Social y Deportivo Colón                   | Vicente López 170            |
| Club Social y Deportivo Gral. San Martín        | Estación Benítez             |
| Club Social y Deportivo Gimnasia y Esgrima      | Belgrano y Moreno            |
| Club Social y Deportivo La Rica                 | La Rica                      |
| Club Social y Deportivo Moquehuá                | R. Falabella 177 (Moquehuá)  |
| Club Social y Deportivo Peñarol                 | Nueve de Julio 269           |
| Club Villarino                                  | Av. Villarino 209            |
| Ferro Club Chivilcoy                            | Calle 21 n.º 173             |
| Galgo Club Chivilcoy                            | Calle 24 n.º 28              |
| Radioclub Chivilcoy LU8DA                       | Pellegrini 620               |
| Asociación Chivilcoyana de Footgolf             | Yapeyú 19                    |

### Fútbol
El fútbol es el deporte más practicado y el que más simpatizantes tiene en la ciudad. Los clubes participantes de la Liga Chivilcoyana de Fútbol son:
| Equipo                                               | Ciudad    | Año de Fundación | Provincia    |
| ---------------------------------------------------- | --------- | ---------------- | ------------ |
| Club Social y Deportivo La Candela                   | Alberti   | 1974             | Buenos Aires |
| Club Deportivo y Social San Lorenzo                  | Alberti   | 1971             | Buenos Aires |
| Club Atlético Independiente                          | Chivilcoy | 1930             | Buenos Aires |
| Club Atlético Nuevo Rivadavia                        | Chivilcoy | 1952             | Buenos Aires |
| Club Atlético Villarino                              | Chivilcoy | 1940             | Buenos Aires |
| Club Deportivo Pellegrini                            | Chivilcoy | 1927             | Buenos Aires |
| Club Deportivo y Social 22 de Octubre                | Chivilcoy | 1949             | Buenos Aires |
| Club Atlético Once Tigres                            | Chivilcoy | 1958             | Buenos Aires |
| Club Atlético Ciclón                                 | Chivilcoy | 1941             | Buenos Aires |
| Club Social y Deportivo Cerámica Argentina           | Chivilcoy | 1926             | Buenos Aires |
| Club Social y Deportivo Colón                        | Chivilcoy | 1930             | Buenos Aires |
| Club Social y Deportivo Huracán                      | Chivilcoy | 1944             | Buenos Aires |
| Club Deportivo, Social y Cultural Florencio Varela   | Chivilcoy | 1935             | Buenos Aires |
| Club Social, Cultural y Deportivo Gimnasia y Esgrima | Chivilcoy | 1916             | Buenos Aires |
| Club Social, Deportivo y Cultural Alsina             | Chivilcoy | 1976             | Buenos Aires |
| Club Atletico Social y Deportivo Moquehua            | Moquehuá  | 1928             | Buenos Aires |

Entre estos clubes, Colón y Gimnasia marcan una gran superioridad con 32 y 30 títulos de Primera División respectivamente.
Además del torneo de Primera División, también se juegan las divisiones inferiores (como el torneo de Octava, Séptima, Sexta, Quinta y Cuarta).
Los partidos se disputan en cinco canchas: la de Independiente, la de Gimnasia, Colón, Moquehuá (ubicada en el pueblo de Moquehuá, perteneciente al partido de Chivilcoy) y Alsina.

### Participaciones en torneos nacionales
Colón fue el primer equipo de la ciudad en participar en un torneo oficial frente a equipos de otras ligas. Fue en 1944, en la Copa de la República General de División Pedro Pablo Ramírez. Tras superar 3 rondas de su grupo cayó frente a Villa Mitre de Bahía Blanca, lo que le impidió enfrentarse con Newell's Old Boys de Rosario en 4º de final.
Más tarde, en 1959, Gimnasia jugó el Campeonato de Campeones de la República Argentina, un torneo abierto a todos los campeones de las ligas regionales. En su primer partido derrotó a El Fortín (Rojas) pero cayó al siguiente partido contra Defensores Unidos de Zarate y se despidió del torneo.
En 1980 Gimnasia participa del Torneo Regional que otorgaba plazas al Torneo Nacional de Primera División. El torneo fue mutando pero hasta hoy en día los equipos chivilcoyanos siguen disputando el Torneo Regional Federal Amateur.
A partir de 2012 la Federación Norte de la Provincia de Buenos Aires declara obligatoria la participación de (por lo menos) un equipo de las ligas afiliadas a la misma en su tradicional Torneo Federación Norte (también llamado Copa Federación, reemplazando al viejo torneo Copa de Campeones). 22 de Octubre fue el primer representante de Chivilcoy.
En 2012 Independiente gana el Torneo Argentino C y logra el ascenso al Torneo Argentino B, siendo el primer equipo de Chivilcoy en conseguir dicho logro. En agosto de 2014 Independiente recibe la invitación para jugar el Torneo Federal A. En el Torneo Federal A 2015 desciende al Torneo Federal B. En el 2021  Independiente gana el Torneo Transición Regional Federal Amateur y asciende al Torneo Federal A por segunda vez en su historia.
| Año     | Torneo Regional / Torneo del Interior / Torneo Regional Amateur | Torneo Federal B | Torneo Federal A | Torneo Federación Norte   |
| ------- | --------------------------------------------------------------- | ---------------- | ---------------- | ------------------------- |
| 1980    | Gimnasia                                                        |                  |                  |                           |
| 1981    | Colón                                                           |                  |                  |                           |
| 1981/82 | Varela                                                          |                  |                  |                           |
| 1982/83 | Varela                                                          |                  |                  |                           |
| 1983/84 | Villarino                                                       |                  |                  |                           |
| 1984/85 | Colón                                                           |                  |                  |                           |
| 1985/86 | Colón                                                           |                  |                  |                           |
| 1986/87 | Villarino                                                       |                  |                  |                           |
| 1990/91 | Colón                                                           |                  |                  |                           |
| 1991/92 | Varela                                                          |                  |                  |                           |
| 1994/95 | Villarino                                                       |                  |                  |                           |
| 1995/96 | Huracán                                                         |                  |                  |                           |
| 1998/99 | Independiente                                                   |                  |                  |                           |
| 1999/00 | Independiente                                                   |                  |                  |                           |
| 2000/01 | Independiente                                                   |                  |                  |                           |
| 2005    | Independiente                                                   |                  |                  |                           |
| 2006    | Independiente y Varela                                          |                  |                  |                           |
| 2007    | Independiente, Varela y Cerámica                                |                  |                  |                           |
| 2008    | Independiente, Gimnasia y Varela                                |                  |                  |                           |
| 2009    | Independiente, Gimnasia y Social Moquehuá                       |                  |                  |                           |
| 2010    | Independientey Varela                                           |                  |                  |                           |
| 2011    | Independiente, Varela, Huracán y Rivadavia                      |                  |                  |                           |
| 2012    | Independiente                                                   | Independiente    |                  | 22 de Octubre             |
| 2013    | Sin participaciones                                             | Independiente    |                  | Varela y Alsina           |
| 2014    | Gimnasia, Colón y Ciclón                                        | Independiente    | Independiente    |                           |
| 2015    | Gimnasia y Ciclón                                               |                  | Independiente    |                           |
| 2016    | Colón                                                           | Independiente    |                  | Varela                    |
| 2017    |                                                                 | Independiente    |                  |                           |
| 2018    |                                                                 | Independiente    |                  |                           |
| 2019    |                                                                 | Independiente    |                  |                           |
| 2020    | Independiente                                                   |                  |                  |                           |
| 2021    | Colón y Independiente                                           |                  | Independiente    |                           |
| 2022    | Colón y Huracán                                                 |                  | Independiente    |                           |
| 2023    | Colón y Huracán                                                 |                  | Independiente    | Independiente y Villarino |
| 2024    | Colón                                                           |                  | Independiente    | Huracán                   |

## Transporte

### Colectivo local
Chivilcoy cuenta con un servicio de colectivos locales que permite a los habitantes y visitantes recorrer la ciudad y las localidades del partido de forma fácil y rápida. El servicio funciona con la tarjeta SUBE y tiene 10 recorridos urbanos y 5 rurales. Los colectivos circulan de lunes a sábado, desde las 6 hasta las 22 horas, y los domingos y feriados, desde las 8 hasta las 20 horas.
Los recorridos urbanos son los siguientes:
| Recorrido | Origen               | Destino                 | Calles principales                    |
| --------- | -------------------- | ----------------------- | ------------------------------------- |
| 1         | Cementerio           | Plaza 25 de Mayo        | Avenida Laborde                       |
| 2         | Cementerio           | Plaza 25 de Mayo        | Avenida Tschifelly                    |
| 3         | Barrio San Francisco | Hospital                | Boris Elkin y Ruta 5                  |
| 4         | Parque Industrial    | Hospital                | Avenida Mitre y Avenida Sarmiento     |
| 5         | ex Glaxo             | Barrio San Francisco    | Avenida Villarino y Avenida Sarmiento |
| 6         | ex Glaxo             | Parque Industrial       | Avenida Villarino y Avenida Mitre     |
| 7         | ex Glaxo             | Panadería Rigone        | Avenida Villarino y Avenida Sarmiento |
| 8         | ex Glaxo             | Panadería Rigone        | Avenida Villarino y Avenida Mitre     |
| 9         | Hospital             | Av. de Tomaso y Ruta 30 | Avenida Sarmiento y Avenida de Tomaso |
| 10        | Hospital             | Av. de Tomaso y Ruta 30 | Avenida Mitre y Avenida de Tomaso     |

Los recorridos rurales son los siguientes:
| Recorrido          | Origen           | Destino            | Ida | Vuelta |
| ------------------ | ---------------- | ------------------ | --- | --- |
| Moquehuá y La Rica | Correo Argentino | Moquehua y La Rica | De lunes a viernes: 6:00 – 13:15 – 16:45 – 19:00. Sábados: 6:00 – 13:15 – 19:00. Domingos y feriados: 11:30 – 19:00. | De lunes a viernes: 7:00 – 14:00 – 17:30 – 20:00. Sábados: 7:00 – 14:00 – 20:00 . Domingos y Feriados: 12:30 – 20:00. |
| Ayarza             | Correo Argentino | Ayarza             | Viernes: 8:00 y 13:00                                                                                                | Viernes: 8:30 y 13:30                                                                                                 |
| Gorostiaga         | Correo Argentino | Gorostiaga         | De lunes a viernes: 8:30 y 16:30                                                                                     | De lunes a viernes: 9:00 y 17:00                                                                                      |
| Benítez            | Correo Argentino | Benítez            | Miércoles: 8:00 y 13:00                                                                                              | Miercoles: 8:30 y 13:30                                                                                               |
| Palemón Huergo     | Correo Argentino | Palemón Huergo     | Lunes: 8:00 y 13:00                                                                                                  | Lunes: 8:30 y 13:30                                                                                                   |

### Tren
Chivilcoy tiene conexión ferroviaria con la ciudad de Buenos Aires a través del servicio regional del Ferrocarril Domingo Faustino Sarmiento, que parte desde la estación Once y llega hasta la Estación Chivilcoy Sud. El tren tiene tres frecuencias semanales: sale de Once los lunes, miercoles y viernes a las 18:35 y llega a Chivilcoy a las 22:27, y sale de Chivilcoy los lunes a las 3:54 y los miércoles y viernes a las 6:54, llegando a Once a las 7:33 y 10:30 respectivamente. El costo del pasaje entre cabeceras es de $2.610 en primera y $3.130 en pullman.
| Día       | Salida de Chivilcoy | Llegada a Once | Salida de Once | Llegada a Chivilcoy |
| --------- | ------------------- | -------------- | -------------- | ------------------- |
| Lunes     | 03:54               | 07:33          | 18:35          | 22:27               |
| Miércoles | 06:54               | 10:30          | 18:35          | 22:27               |
| Viernes   | 06:54               | 10:30          | 18:35          | 22:27               |

## Distancias
- Capital Federal: 167 km
- La Plata: 220 km
- Alberti: 38 km
- Suipacha: 39 km
- Chacabuco: 56 km
- Bragado: 60 km
- Mercedes: 65 km
- Carmen de Areco: 70 km
- 25 de Mayo: 73 km
- Luján: 97 km
- Salto: 100 km
- Junín: 109 km
- Navarro: 109 km
- 9 de Julio: 113 km
- Rosario: 265 km
- Córdoba: 626 km
- Santa Fe: 434 km
- Mar del Plata: 491 km

## Comunicación por aeronaves
- "Aero Club Chivilcoy": RN 5, a 10 km de Chivilcoy
  - Taxi aéreo: Argentina y de países limítrofes
  - NO Opera las 24 h: 12 aeronaves
  - Pistas de tierra compactada: 800 × 30 m, rumbo 0,8 - 26°, 1000 × 30 m, rumbo 0,3 - 21°
  - Balizamiento nocturno: la pista principal
  - Taller de mantenimiento
  - Combustible: permanente
  - Guardería de aviones
  - Escuela de vuelo: "Práctico de Piloto Comercial", "Instructor de Vuelo", "Piloto Privado de Avión"

## Lugares de culto

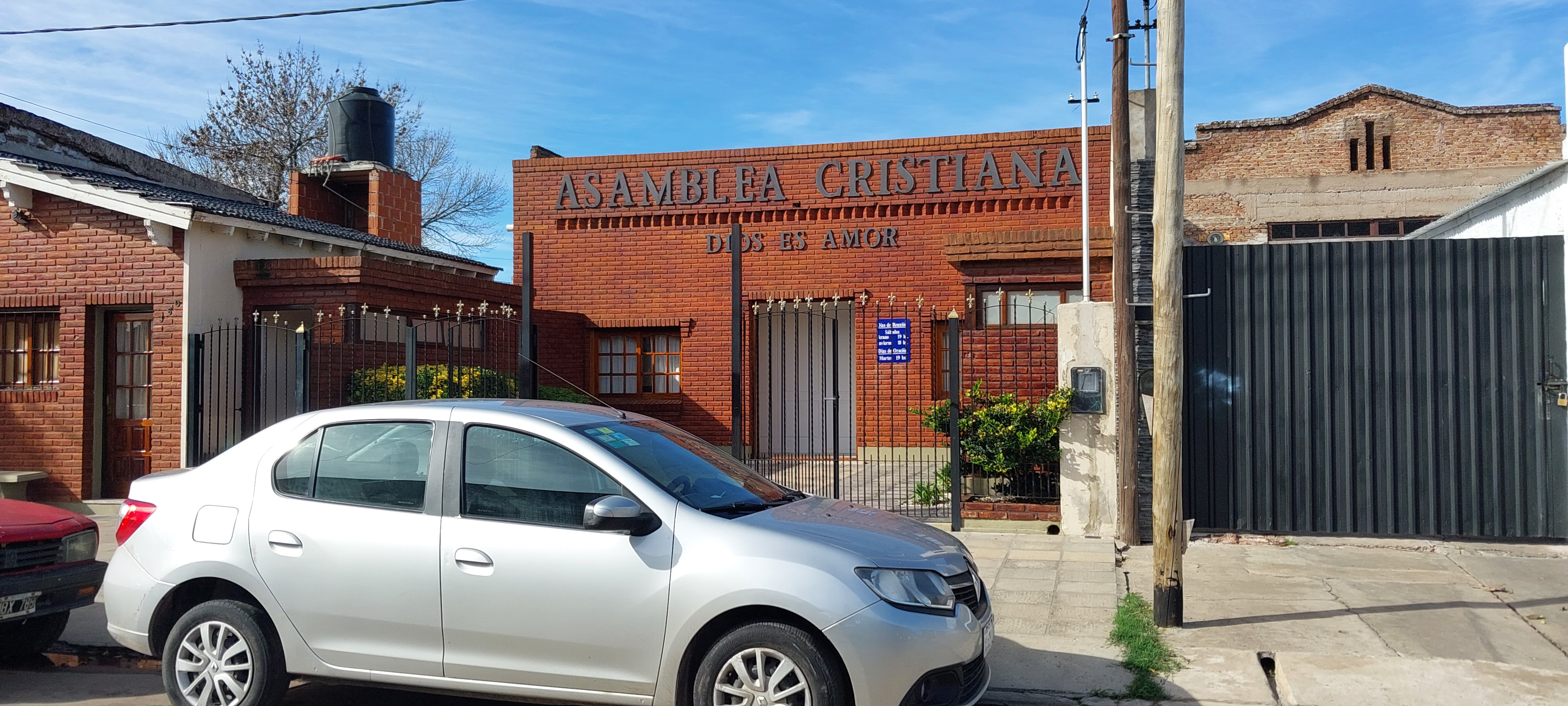
Templo cristiano "Dios Es Amor", perteneciente al culto evangélico Asamblea Cristiana.

Templos de la Iglesia Católica
| Arquidiócesis | Mercedes-Luján                                                                                  |
| ------------- | ----------------------------------------------------------------------------------------------- |
| Parroquias    | Cristo Obrero, Nuestra Señora del Carmen, San Cayetano, Santísima Eucaristía, San Pedro Apóstol |